# أنوفيلة
بعوضة الأنوفيلس أو بعوضة الأجمية أو الأنوفيلة(باللاتينية: Anopheles) هي جنس من البعوض من فصيلة البعوضيات (باللاتينية:  Culicidae)، تتفرع إلى حوالي 400 نوعاً، ثـلاثة أو أربعة منها تنقل طفيليات متصوّرية وتوبئ بداء البرداء. ثم أن أشهر أنواع الأنوفيلة الأنوفيلة الغامبية (باللاتينية: Anopheles gambiae)، لأنه أهم ناقل للمتصورة المنجلية التي تسبب أكثر أشكال المرض وخامةً.

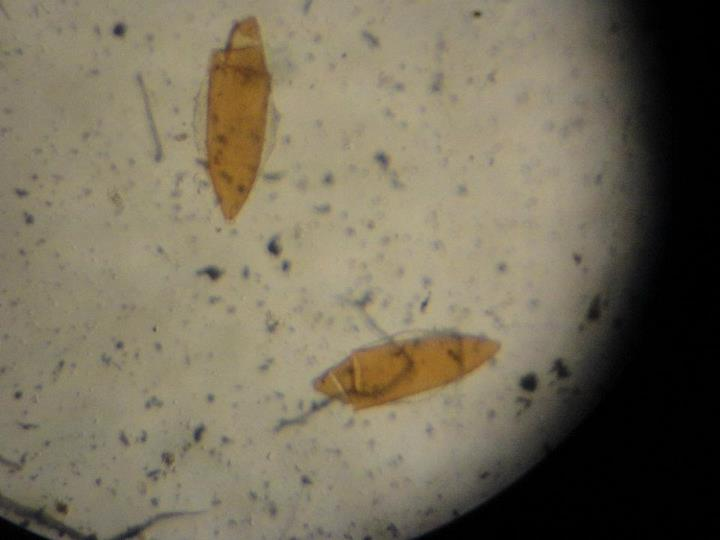
بيض الأنوفيلة

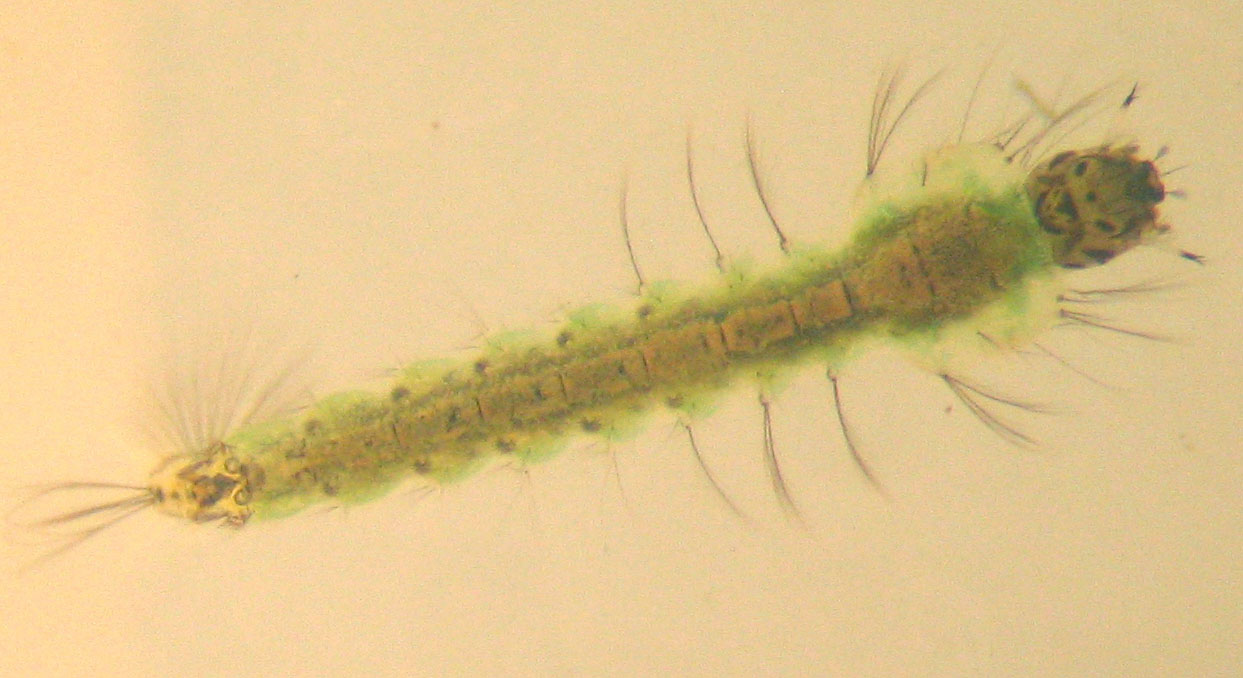
يـرقة الأنوفيلة 8 مليمترات طولاً

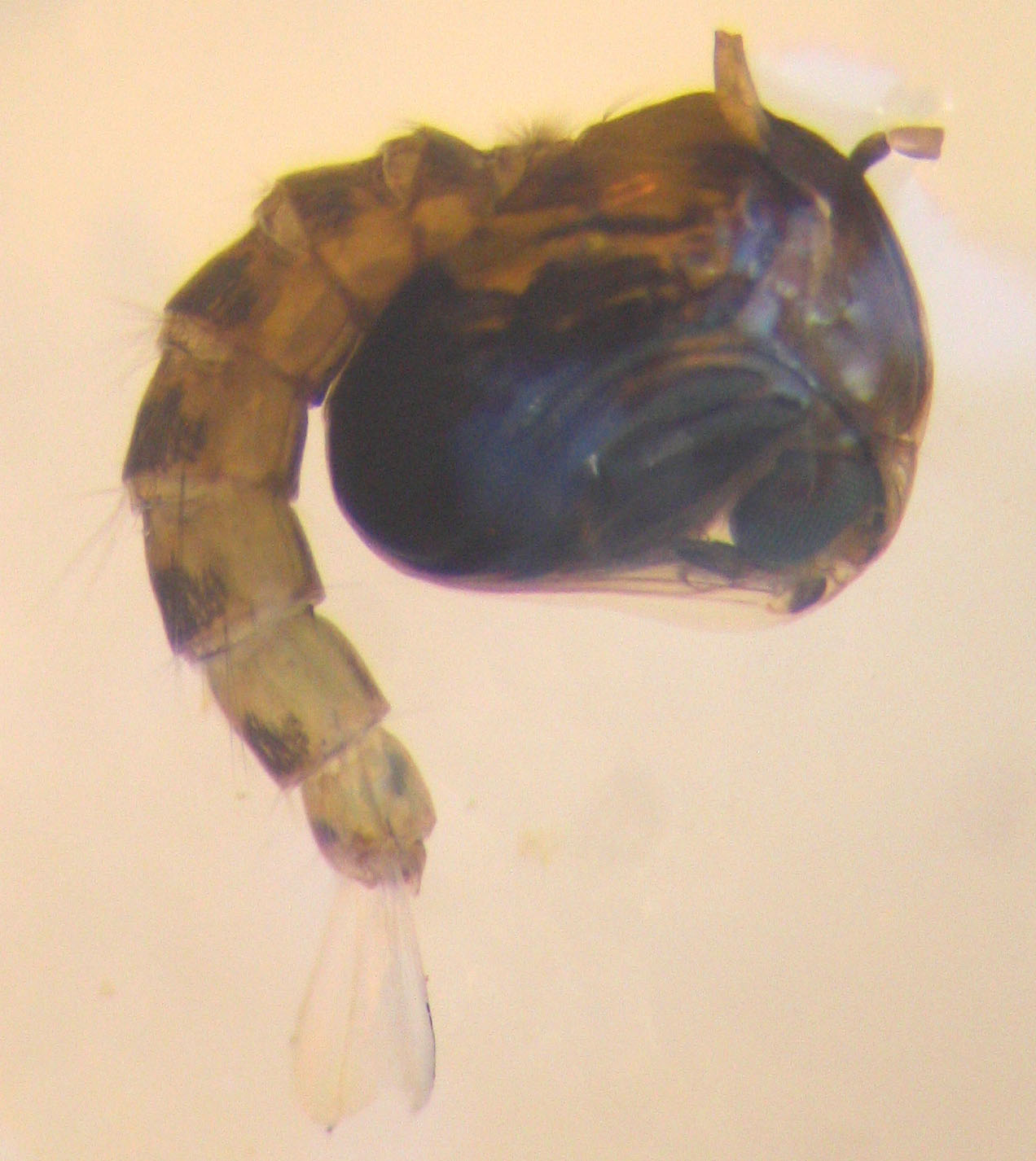
عذراء الأنوفيلة

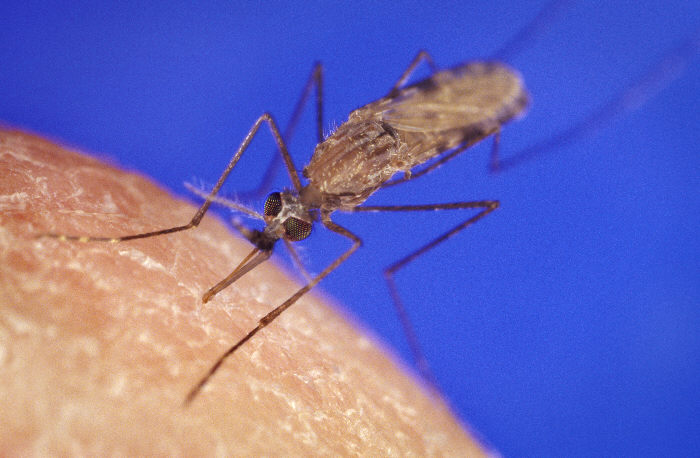
أنوفيلة غامبية (يافعة)